# Archipel Sakishima
L'archipel Sakishima (先島諸島, Sakishima shotō) (ou 先島群島, Sakishima-guntō) (okinawaïen: Sachishima, miyako: Saksїzїma, yaeyama: Sakїzїma, yonaguni: Satichima), ou îles Sakishima, est un groupe d'îles de la mer de Chine orientale situé au sud-ouest du Japon, faisant partie de l'archipel Ryūkyū et donc de la préfecture d'Okinawa. Les îles Yonaguni-jima et Hateruma-jima sont frontalières de la mer des Philippines par leur pointe ouest.
Cet archipel est situé entre l'île Okinawa et Taïwan.

## Composition
L'archipel Sakishima est composé de trois groupes d'îles : 
- les îles Miyako (宮古列島, Miyako rettō?) formant la sous-préfecture de Miyako (宮古支庁, Miyako shichō?) avec les îles Miyako-jima, Ikema-jima, Ogami-jima, Irabu-jima, Shimoji-jima, Kurima-jima, Minna-jima, Tarama-jima : 53 000 habitants en 2010 ;
- les îles Yaeyama (八重山列島, Yaeyama rettō?) formant la sous-préfecture de Yaeyama (八重山支庁, Yaeyama shichō?) avec les îles Ishigaki-jima, Taketomi-jima, Kuro-shima, Kohama-jima, Yubu-jima, Iriomote-jima, Hatoma-jima, Aragusuku-jima, Hateruma-jima et Yonaguni-jima : également 53 000 habitants en 2010 ;
- et plus au nord les îles Senkaku (尖閣諸島, Senkaku shotō?, plus au nord), inhabitées, revendiquées par la Chine et Taïwan : Taishō-jima, Kuba-jima, Uotsuri-jima, Kita-kojima et Minami-kojima, entourés de trois rochers également revendiqués. Cet archipel dépend administrativement de la ville d'Ishigaki dans la sous-préfecture de Yaeyama.

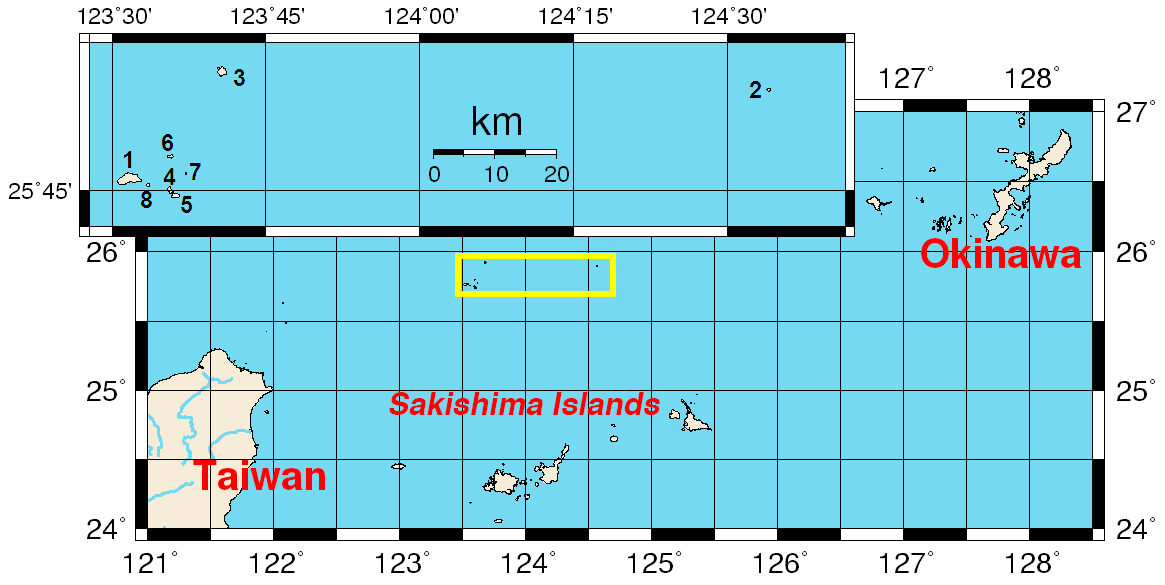
Îles Senkaku au nord des îles Miyako et Yaeyama (zoom).

## Histoire

### Pléistocène supérieur
Les premières preuves d'une présence humaine sur ces îles sont trouvées sur l'île d'Ishigaki, avec la grotte de Shiraho-Saonetabaru (en) et datent d'environ 27 000 ans. Toutefois, il n'est pas certain que cette présence ait été permanente ou non.

### Période Shimotabaru
La prochaine période d'occupation de l'archipel, cette fois-ci continue, est connue sous le nom de culture Shimotabaru, du nom d'un site archéologique découvert sur l'île de Hateruma. Il existe un seul autre site sur l'île de Yonaguni, appelé Toguruhama. Cette culture néolithique aurait existé entre 2 200 et 1 500 av. J.-C.. Par la suite, la population de la culture Shimotabaru ce serait éteinte ou aurait migré hors de l'archipel.
Cette culture serait originaire de l'île de Taïwan voisine et aurait été peuplée par des locuteurs de langues austronésiennes. Plus précisément, la culture Fushan serait alors à l'origine de la culture Shimotabaru. De plus, elle n'aurait pas eu de lien avec la culture Jōmon d'Okinawa, près de 400 kilomètres plus au Nord. En effet, la poterie présente dans les deux cultures archéologiques sont très différentes. Néanmoins, celle utilisée dans la culture Shimotabaru est similaire à celle utilisée à l'Est de Taïwan. En revanche, cette hypothèse ne fait pas l'unanimité et son origine reste débattue,.

### Période non céramique
Après une période d'environ 600 ans durant laquelle les îles Sakishima étaient inhabitées, vient ensuite la période dite « non céramique » en raison de l'absence de céramique, ce qui est unique comparé aux autres cultures est-asiatiques de l'époque. Cette période aurait commencé à partir de 900 av. J.-C. environ et se serait terminée vers 700 ou 1000 ap. J.-C. La présence de pièces de la dynastie Tang suggère que les habitants de cette culture ont commercé directement avec les Chinois. L'origine de cette culture demeure inconnue,.

### Mentions dans les écrits japonais
Pendant ce temps, des îles de l'archipel Ryūkyū sont mentionnées pour la première fois dans la littérature japonaise de la période Nara dans le Shoku Nihongi en 699, en 714 et en 753, dont Ishigaki, désignée comme 信覚 (sin-kjaːw). Par la suite, les Sakishima et les autres îles Ryūkyū ne sont plus mentionnées dans les écrits japonais.

### Période Proto-Gusuku et Gusuku
Entre le Xe et le XIIe siècle, des marchants locuteurs du proto-ryūkyū originaires de l'île de Kyūshū commencent à coloniser l'archipel. Ils y apportent de nouveau la céramique et l'agriculture, ainsi que la féodalité et la piraterie. Pearson (2013) proposait une date plus tardive, soit lors de l'annexion des Sakishima par le royaume de Ryūkyū. Néanmoins, cette hypothèse semble contredite par des éléments linguistiques. La majorité des chercheurs pensent donc que l'établissement des Ryukyuans a eu lieu plus tôt, c'est-à-dire pas plus tôt que 1200 ap. J.-C.,.

### Période des Aji
Les îles Sakishima étaient alors, depuis l'établissement des Ryukyuans, contrôlées par des aji, c'est-à-dire des seigneurs locaux, comme les îles Ryūkyū septentrionales.
À partir de 1390, l'archipel Miyako est contraint de payer un tribut à Chūzan, le royaume central d'Okinawa durant la période Sanzan. Grâce à sa protection, des chefs de Miyako vont commencer à lancer des raids maritimes sur l'archipel Yaeyama.
Au XVe siècle, deux familles nobles rivales se disputent la souveraineté sur l'archipel Miyako : les Nakasone et les Kaneshigawa.
En 1500, l'archipel n'est pas encore sous le contrôle direct du royaume de Ryūkyū. Oyake Akahachi, le aji du village d'Ōhama, sur l'île d'Ishigaki, se serait alors rebellé, refusant de payer des taxes et un tribut. Puis, une armée d'une centaine de bateaux guerriers de Miyako et d'Okinawa a envahi l'île. Néanmoins, il s'agit de la version relatée par les peuples conquérants. En effet, il est possible qu'Akahachi ait attaqué des pirates originaires de Miyako, et que la réaction de la cour de Shō Shin ait été justifiée ainsi, sans qu'il n'y ait eu de rébellion. Une autre version veut qu'Oyake Akahachi ait proposé une alliance avec Nakasone Toyomita pour envahir les Miyako, profitant du désordre politique.
Après l'invasion des îles Yaeyama par Nakasone, le royaume de Ryūkyū a envoyé plus de 3 000 troupes dans l'optique d'annexer l'ensemble des îles Sakishima en 1509, un acte perçu comme illégal par les autorités chinoises. Le bouddhisme n'aurait été introduit qu'en 1513 par un membre de la maison de Kaneshigawa, tandis que le royaume de Ryūkyū n'aurait commencé à contrôler directement l'archipel à partir de 1532,,,.

### Période Satsuma
Au début du XVIIe siècle, le royaume de Ryūkyū est envahi puis vassalisé par le clan Shimazu de Satsuma. Le pouvoir de Shuri est alors renforcé sur l'archipel Sakishima. Des représentants du gouvernement appelés zaiban vont alors contrôler les bureaux Kuramoto dans l'archipel ainsi que sur l'île Kumejima. Ceux-ci vont instaurer de nouvelles taxes et d'autres mesures dans l'objectif de renforcer leur pouvoir sur la région.
Dans les îles Yaeyama, ce système est instauré en 1632 et dissout en 1878. À l'origine, les représentants sont renouvelés tous les six mois. Cependant, de la cinquième à la treizième génération de représentants, ils sont renouvelés tous les ans et sont trois à diriger en même temps. De la quatorzième à la vingt-septième génération, ils sont toujours trois mais sont renouvelés cette fois-ci tous les deux ans. À partir de 1678, soit à la vingt-huitième génération, le mandat de deux ans est conservé mais le nombre de représentants est revenu à un seul.
La société des îles Ryūkyū étant devenue moins violente et plus diplomatique, la peine de mort est moins utilisée. Par conséquent, certains criminels ont été déportées vers les îles Sakishima, notamment les îles Miyako, où ils sont mélangés avec les locaux.
La première loi homologuée par Shuri en 1628 comporte 21 clauses, dont la division administrative en magiri (une forme de district), l'interdiction de commercer avec des navires étrangers ainsi que les taxes imposées. Cette loi est basée sur une loi ayant été promulguée par Satsuma en 1611 appelée « l'Édit des quinze articles ». En 1682, l'État instaure la supervision des productions agricoles par le biais de kôsaku nushidori, qui suivront le Nômuchô, un document complété en 1734 par Sai On, le fils d'un fonctionnaire d'État appelé Sai Taku. La majorité des taxes sont payées avec des pièces textiles, surtout fabriquées en ramie, dont la production est inspectée par le Goyôfuza, dont la date de création est inconnue.
De 1636 à 1659, les taxes fluctuaient en fonction de la population totale. À partir de 1659, celles-ci sont directement fixées par Shuri sans tenir compte de la population, malgré les catastrophes naturelles qui pouvaient influencer l'effectif de la population. Cependant, en 1771, un raz-de-marée connu sous le nom de « Grand Tsunami de l'aire Maïwa » (en japonais : Meiwa no ôtsunami) tua plus de 9 900 personnes sur les îles Yaeyama, et plus de 2 500 personnes sur les îles Miyako. Les dommages matériels étaient importants et le déclin de la population causa une augmentation considérable des taxes.

### Administration sous le Japon impérial
Le domaine de Ryūkyū est fondé en 1872, et englobe les îles Okinawa et Sakishima. Par la suite, le royaume de Ryūkyū est formellement annexé (en) par le Japon de l'ère Meiji en 1879, ce qui est fortement désapprouvé par la Chine des Qing. Un litige est survenu et il a été proposé que les îles Sakishima soient cédées à la Chine, tandis que les îles Ryūkyū du Nord seraient annexées par le Japon. Finalement, l'archipel Sakishima est annexé par le Japon, tandis que les îles Sensaku sont cédées à la Chine.
Le renforcement de l'implantation japonaise sur les îles Sakishima passe par une série de réformes durant les années 1980, visant principalement à développer l'industrie sucrière. En 1889, le gouvernement accorde des bénéfices financiers pour les producteurs de canne à sucre. De nombreux terrains inexploités jusqu'alors sont utilisés pour la culture. Le sucre est cultivé pour la première fois aux îles Miyako en 1888. Cependant, la situation est de moins en moins supportable pour les locaux en raison des taxes et des inégalités, ce qui causa l’émergence du Mouvement paysan des îles Miyako, qui durera de 1893 à 1895. Ce mouvement forcera le gouvernement japonais à revoir sa politique colonisatrice des îles Sakishima.
Durant la Seconde Guerre mondiale, les îles Sakishima sont les premières îles à être envahies par les alliés du 1er avril au 24 juin 1945. La plupart des attaques ont été lancées sur les îles de Miyakojima et d'Ishigaki. Les avions ont effectué 345 sorties au-dessus de l'archipel, y ont lancé plus de 81 tonnes de bombes et plus de 200 roquettes. Cette offensive leur permettra d'atteindre Okinawa (Opération Iceberg) puis Kyūshū (Opération Olympic) par la suite,.

### Occupation américaine
Après la défaite du Japon lors de la Seconde Guerre mondiale, les îles Amami, Okinawa et Sakishima deviennent une dépendance militaire des États-Unis, avec une souveraineté japonaise résiduelle. Les îles Amami sont rendues au Japon en 1953, suivies par le reste des îles Ryūkyū en 1972.

## Langues
Les dialectes locaux sont des langues ryukyu : le miyako, le yaeyama et le yonaguni.

## Environnement
Les espèces de cheval miyako et yonaguni sont originaires de ces îles, alors que l'espèce de chat dite Iriomote yamaneko (chat sauvage d'Iriomote, Felis iriomotensis) y est endémique et considérée comme un trésor du patrimoine national japonais.